# 富陽（中國）
富陽（中國）控股有限公司，簡稱富陽（中國）控股，以及富陽（中國）（英語：Fortune Sun (China) Holdings Limited，港交所：0352），於1997年由江陈锋（主席）創立「上海富阳物业咨询有限公司」。
業務在中國內地經營房地产销售管理、开发经营管理及投资管理。總部位於上海。
招股價為1.3港元，配售新股為7028萬股，集資額為9100萬港元，而該股份則在2006年7月5日於港交所主板上市。

## 連結
- fortune-sun.com （页面存档备份，存于）